# Opopaea fosuma
Opopaea fosuma är en spindelart som beskrevs av Burger 2002. Opopaea fosuma ingår i släktet Opopaea och familjen dansspindlar. Inga underarter finns listade i Catalogue of Life.